# نصف دولار معركة أنتيتام
نصف دولار معركة أنتيتام هي عملة نصف دولار أمريكي فضية تذكارية صممها ويليام إم سيمبسون وسكت في عام 1937 لإحياء الذكرى الخامسة والسبعين لمعركة أنتيتام. على وجه العملة روبرت إدوارد لي وجورج برينتون ماكليلان وعلى الظهر جسر برنسايد.

## التشريع
على غرار نصف دولار مئوية ديلاوير الثالثة سكت العملة سبب أهمية موضوعها وليس الربح مثل العديد من العملات التذكارية المعاصرة. دعت كل من جمعية مقاطعة واشنطن التاريخية في هاجرستاون بولاية ماريلاند ولجنة الاحتفال بمعركة أنتيتام، إلى سك عملة تذكارية بمناسبة الذكرى الخامسة والسبعين لمعركة أنتيتام. تم الموافقة على مشروع قانون سك العملة في 24 يونيو وحدد سك ما لا يقل عن 50000 قطعة نقدية. بسبب مشاكل الطباعة في سلاسل العملات التذكارية السابقة سكت جميع عملات المعركة بتصميم واحد وفي دار سك واحدة.

## المصمم
تم التعاقد مع النحات ويليام ماركس سيمبسون لتصميم العملة. كان سيمبسون قد صمم سابقًا عملتين تذكاريتين أخريي هما نصف دولار مئوية نورفولك وفيرجينيا الثانية ونصف دولار جزيرة رونوك وكارولينا الشمالية.

## السك
سك العدد الأدني المسموح به وهو 50000 قطعة نقدية وأرسلت الق طعإلى جمعية مقاطعة واشنطن التاريخية التي باعت العملات المعدنية ب 1.65 دولار للقطعة الواحدة. لم يهتم هواة جمع العملات بهذه العملة بسبب مشاكل سك العملات التذكارية السابقة، على الجهود الإعلانية الكبيرة إلا أن مبيعات العملة كانت سيئة؛ بيعت 18000 قطعة معدنية وأُعيد الباقي البالغ 32000 إلى دار سك العملة في فيلادلفيا لتذيبه. كان الإصدار خاليًا تمامًا من مشاكل السك.